# Leopold von Edelsheim-Gyulai
Leopold Wilhelm von Edelsheim-Gyulai, född 1826, död 1893, var en österrikisk militär och friherre. Han var bror till Ludwig von Edelsheim.
Edelsheim-Gyulai deltog som överste i andra italienska frihetskriget och utmärkte sig särskilt i slaget vid Magenta. Under tyska enhetskriget förde han befälet över 1:a lätta kavallerifördelningen och skyddade med denna nordarméns återtåg över Olmütz mot Wien. Efter kriget blev Edelsheim-Gyulai 1869 generalinspektör för kavalleriet, 1874 general och var 1874-86 militärbefälhavare i Ungern.